# Centruchus arcuatus
Centruchus arcuatus är en insektsart som beskrevs av William D. Funkhouser 1919. Centruchus arcuatus ingår i släktet Centruchus och familjen hornstritar. Inga underarter finns listade i Catalogue of Life.